# Beste vrienden (Nederland)
Beste vrienden is een Nederlands televisieprogramma dat door KRO-NCRV wordt uitgezonden op NPO 3. De presentatie is in handen van Klaas van Kruistum.

## Het programma
In dit programma reist presentator Klaas van Kruistum met twee duo's van Bekende Nederlanders, die een hechte vriendschap hebben, naar een bepaalde plaats in Europa om het tegen elkaar op te nemen. Iedere aflevering bestaat uit drie opdrachten. Met het winnen van de eerste twee opdrachten kon een voorsprong worden gewonnen in de allesbeslissende derde opdracht. Het duo dat deze laatste opdracht het beste uitvoert, is de winnaar en krijgt de titel Beste vrienden.
Het format van het programma is gekocht bij De Filistijnen, die al vijf seizoenen van het gelijknamige Vlaamse origineel, produceerden voor uitzending op Eén.

## Afleveringen
| Nr. | Duo 1                                | Duo 2                                     | Bestemming | Uitzenddatum     |
| --- | ------------------------------------ | ----------------------------------------- | ---------- | ---------------- |
| 1   | Carolien Borgers en Eva Crutzen      | Nabil Aoulad Ayad en Rayen Panday         | Dalmatië   | 28 november 2016 |
| 2   | Jennifer Hoffman en Loek Peters      | Sanne Vogel en Noah Valentijn             | Puglia     | 5 december 2016  |
| 3   | Jelka van Houten en Birgit Schuurman | Rick Brandsteder en Taeke Taekema         | Valencia   | 12 december 2016 |
| 4   | Anne-Marie Jung en Rop Verheijen     | Pip Pellens en Gaby Blaaser               | Porto      | 19 december 2016 |
| 5   | Ellie Lust en Annemieke Schollaardt  | Liza Sips en Bastiaan van Schaik          | Lanzarote  | 2 januari 2017   |
| 6   | Janice en Jessie Jazz Vuijk          | Patrick Martens en Vivienne van den Assem | Malta      | 9 januari 2017   |